# Вулиця Професора Танатара
Вулиця Професора Танатара — вулиця в Мелітополі. Йде від вулиці Гризодубової до Запорізької вулиці. Забудована приватними будинками.

## Назва
Вулиця названа на честь Йосипа Ісааковича Танатара (1880-1961), радянського геолога, народженого в Мелітополі.
Поруч знаходиться однойменний провулок Професора Танатара.

## Історія
За спогадами мешканців, не підтвердженими документально, першою назвою вулиці була Весела. Вулиця з такою назвою кілька разів згадується між 17 січня 1939 року і 8 червня 1940 року.
20 грудня 1946 року вулиця згадується під назвою Московської.
21 жовтня 1965 року до складу вулиці був включений провулок Чкалова, який існував з 10 жовтня 1958 року, а до цього відносився до теперішньої вулиці Павла Ловецького.
В 2016 року в ході декомунізації вулиця перейменована на вулицю Професора Танатара.
7 квітня 2023 року, під час Російського вторгнення в Україну, російська окупаційна влада Мелітополя видала наказ про повернення вулиці назви Московська.